# سر كمر قرة خون (بهمئي غرمسيري الجنوبي)
سر کمر قرة خون (بالفارسية: سر کمر قره خون) هي قرية تقع في إيران في قسم بهمئي غرمسیري الجنوبي الريفي.